# Cerih
Cerih is een bestuurslaag in het regentschap Tegal van de provincie Midden-Java, Indonesië. Cerih telt 5269 inwoners (volkstelling 2010).